# Кузьминское (Краснохолмский район)
Кузьминское — деревня в Краснохолмском муниципальном округе Тверской области России. До 2020 года входила в состав ныне упразднённого Барбинского сельского поселения.

## География
Деревня находится в северо-восточной части Тверской области, в подзоне южной тайги, к югу от автодороги 28К-0822, на расстоянии примерно 12 километров (по прямой) к юго-востоку от города Красный Холм, административного центра округа. Абсолютная высота — 169 метров над уровнем моря.

### Климат
Климат характеризуется как умеренно континентальный, влажный, с относительно мягкой снежной зимой и умеренно прохладным влажным летом. Среднегодовая температура воздуха — 2,6 °C. Абсолютный минимум температуры воздуха холодного периода составляет −34 °C; абсолютный максимум тёплого периода — 36 °C. Годовое количество атмосферных осадков составляет 450—650 мм, из которых большая часть выпадает в тёплый период. Преобладают ветры западного направления.

### Часовой пояс
Деревня Кузьминское, как и вся Тверская область, находится в часовой зоне МСК (московское время). Смещение применяемого времени относительно UTC составляет +3:00.

## Население
| 2010 |
| ---- |
| 1    |

### Национальный состав
Согласно результатам переписи 2002 года, в национальной структуре населения русские составляли 100 % из 2 чел.